# Martin Soneby
Martin Olov Ernesto Soneby, född 27 maj 1976 i Ösmo, Stockholms län, är en svensk komiker. 
Sedan 2016 driver han podcasten AMK Morgon. 

## Karriär
Soneby debuterade som ståuppare på Norra Brunn 2005 och har sedan dess uppträtt på de flesta svenska stand up-klubbarna. Innan dess studerade han juridik vid Stockholms universitet.
Hösten 2008 deltog Martin Soneby i humorprogrammet I ditt ansikte på Kanal 5 som lärling och följeslagare till Magnus Betnér. Där fick han egna små uppdrag att genomföra i varje avsnitt. Han var med i Kanal 5:s program Ballar av stål, där han ledde segmentet "Soneby Citysports". 
Soneby har skrivit manus till humorprogram som Parlamentet och Roast på Berns, där han även har deltagit framför kameran. Han har dessutom varit med i stand up comedy-programmet Raw Comedy Club. Martin Soneby var även en av manusförfattarna till filmen Magnus Betnér Uncut och fanns bakom kameran på Kanal 9:s nya version av TV-programmet Snacka om nyheter, där han var redaktör. Från juli 2012 till november 2015 drev han tillsammans med Fritte Fritzson, David Sundin och Nisse Hallberg humorpodcasten Alla mina kamrater, som också var på gemensam standup-turné. Sedan 2016 driver han podcasten AMK morgon som sänds live varje måndag - torsdag kl.8-10. 
Martin Soneby är även initiativtagare till Skämskudden, ett anti-pris motsvarande The Razzies, för de mest pinsamma programmen, personligheterna och insatserna inom svensk television.

## Åtal och domar
Soneby dömdes den 5 december 2023 i Södertörns tingsrätt för grovt förtal av Patrik Sjöberg; påföljden blev 150 dagsböter samt 7 000 kronor i skadestånd. Upprinnelsen var en konflikt med Sjöbergs organisation Dumpen som hängt ut en person i Sonebys närhet som pedofil. På Dumpens hemsida kopplades även Soneby samman med den uthängda mannen och man anklagade honom för att skämta om övergrepp i sin podcast AMK morgon. Det ledde till att Soneby skrev ett inlägg på Twitter som domstolen konstaterade var förtalsgrundande. Soneby dömdes den 13 juni 2024 i Stockholm tingsrätt för bokföringsbrott vid två tillfällen; påföljden blev villkorlig dom och 60 dagsböter. Soneby menade att hans ekonomiska rådgivare inte skött sitt uppdrag.

## Filmografi
TV
- 2008 – I ditt ansikte
- 2009 – Parlamentet
- 2009 – Ballar av stål
- 2009 – Raw Comedy
- 2009 – Roast på Berns
- 2009 – Silent Library[9]
- 2014 – Hårdvinklat
- 2018 –  Dips (SVT-serie)

Film
- 2012 – Liv, lust & längtan (kortfilm)